# Liste der Baudenkmale in Luckow
In der Liste der Baudenkmale in Luckow sind alle denkmalgeschützten Bauten der vorpommerschen Gemeinde Luckow und ihrer Ortsteile aufgelistet. Grundlage ist die Veröffentlichung der Denkmalliste des Kreises Uecker-Randow mit dem Stand vom 1. Februar 1996. 

## Legende
In den Spalten befinden sich folgende Informationen:
- ID-Nr: Die Nummer wird von den Denkmalämtern der Landkreise vergeben. Wenn sie nicht bekannt ist, bleibt die Spalte leer. In dieser Spalte kann sich zusätzlich das Wort Wikidata befinden, der entsprechende Link führt zu Angaben zu diesem Denkmal bei Wikidata.
- Lage: die Adresse des Denkmales und die geographischen Koordinaten.
Link zu einem Kartenansichtstool, um Koordinaten zu setzen. In der Kartenansicht sind Denkmale ohne Koordinaten mit einem roten bzw. orangen Marker dargestellt und können in der Karte gesetzt werden. Denkmale ohne Bild sind mit einem blauen bzw. roten Marker gekennzeichnet, Denkmale mit Bild mit einem grünen bzw. orangen Marker.
- Bezeichnung: Bezeichnung, so wie sie in den offiziellen Listen der Denkmalämter steht. Ein Link hinter der Bezeichnung führt zum Wikipedia-Artikel über das Denkmal. Wenn die Bezeichnung der Denkmalämter inhaltlich fehlerhaft ist, ist in der Spalte „Beschreibung“ darauf hinzuweisen.
- Beschreibung: Beschreibung des Denkmales
- Bild: ein Bild des Denkmales und gegebenenfalls einen Link zu weiteren Fotos des Denkmals im Medienarchiv Wikimedia Commons

## Baudenkmale nach Ortsteilen

### Luckow
| ID | Lage                  | Bezeichnung                                         | Beschreibung | Bild                                                |
| -- | --------------------- | --------------------------------------------------- | ------------ | --------------------------------------------------- |
|    | Dorfstraße 23 (Karte) | Wohnhaus und Stallscheune                           |              | Wohnhaus und Stallscheune                           |
|    | Dorfstraße 96 (Karte) | Wohnhaus                                            |              | Wohnhaus                                            |
|    | Dorfstraße 98 (Karte) | Bauernhof mit Wohnhaus, Scheune und Stall           |              | Bauernhof mit Wohnhaus, Scheune und Stall           |
|    | (Karte)               | Kirche                                              |              | Kirche                                              |
|    | (Karte)               | Kriegerdenkmal 1914/18 und 1939/45 (vor der Kirche) |              | Kriegerdenkmal 1914/18 und 1939/45 (vor der Kirche) |

### Mönkeberg
| ID | Lage           | Bezeichnung                      | Beschreibung | Bild |
| -- | -------------- | -------------------------------- | ------------ | ---- |
|    | Dorfstraße 110 | Bauernhaus, Speicher und Scheune |              |      |

### Rieth
| ID | Lage                     | Bezeichnung                                                | Beschreibung | Bild                    |
| -- | ------------------------ | ---------------------------------------------------------- | ------------ | ----------------------- |
|    | Ahlbecker Weg 1 (Karte)  | Wohnhaus                                                   |              |                         |
|    | Ahlbecker Weg 2 (Karte)  | Wohnhaus                                                   |              |                         |
|    | Ahlbecker Weg 3 (Karte)  | Wohnhaus                                                   |              |                         |
|    | Ahlbecker Weg 4 (Karte)  | Wohnhaus                                                   |              |                         |
|    | Ahlbecker Weg 10 (Karte) | Wohnhaus                                                   |              |                         |
|    | (Karte)                  | Allee zum ehem. Gutshaus                                   |              |                         |
|    | Dorfstraße 4 (Karte)     | Gasthaus (ehem.)                                           |              |                         |
|    | Dorfstraße 7 (Karte)     | ehem. Brauerei                                             |              |                         |
|    | Dorfstraße 11 (Karte)    | Wohnhaus                                                   |              |                         |
|    | Dorfstraße 14            | Wohnhaus/Werkstatt (auf dem hinteren Teil des Grundstücks) |              |                         |
|    | Dorfstraße 16 (Karte)    | ehem. Schule                                               |              |                         |
|    | Dorfstraße 20 (Karte)    | Wohnhaus und Scheune                                       |              |                         |
|    | Dorfstraße 35 (Karte)    | Wohnhaus                                                   |              |                         |
|    | Dorfstraße 36 (Karte)    | Wohnhaus                                                   |              |                         |
|    | Dorfstraße               | Forsthaus                                                  |              |                         |
|    | (Karte)                  | Friedhofskapelle                                           |              |                         |
|    | (Karte)                  | Kirche und zwei Treppen                                    |              | Kirche und zwei Treppen |
|    | Ringstraße 1 (Karte)     | Kate                                                       |              |                         |
|    | Ringstraße 6 (Karte)     | Wohnhaus und Scheune                                       |              |                         |
|    | Stieger Weg 10 (Karte)   | Bauernhof mit Wohnhaus, Scheune, Stallscheune und Stall    |              |                         |

## Quelle
- Bericht über die Erstellung der Denkmallisten sowie über die Verwaltungspraxis bei der Benachrichtigung der Eigentümer und Gemeinden sowie über die Handhabung von Änderungswünschen (Stand: Juni 1997)

- Karte mit allen Koordinaten:
- OSM |
- WikiMap